# 羅伯·湯姆森
羅伯·劉易斯·湯姆森（英語：Robert Lewis Thomson，1963年8月16日—）是美国職棒大联盟費城費城人的現任總教練。
湯姆森出身於加拿大，球員時期曾效力於底特律老虎隊（1985年至1988年），當時他的守備位置是三壘和捕手。球員退役後，他在洋基隊系統的小聯盟1A球隊執教一年，之後繼續在洋基球團服務多年。2008年，他被拔擢為洋基隊大聯盟層級的板凳教練，2009年調任三壘教練，2015年球季起回任板凳教練。2018年球季，湯姆森轉往國家聯盟東區的費城費城人隊，同樣擔任板凳教練。

## 執教

### 費城費城人時期
2022年
2022年季前，湯姆森知會球隊他將在球季結束後退休。6月3日，時任總教練喬·吉拉迪遭解雇，湯姆森被指定為費城人隊的代理總教練，成為1934年以來第一位加籍大聯盟總教練。他的帶隊成績不錯，在其指揮下，費城人隊打出65勝46負的成績，搶得外卡資格，晉級季後賽。這不但是費城人隊自2010年以來再次晉級，更是就此一路告捷，取得國聯冠軍，更是殺入當年的世界大賽。費城人隊在分區系列賽前的休兵日（10月10日），搶先宣布湯姆森將真除總教練一職。
2023年
2023年6月15日，湯姆森率隊擊敗響尾蛇隊，這是他總教練生涯的第100勝。這一年費城人取得90勝72負的成績，連二年晉級季後賽。他們再次打入國聯冠軍戰，在系列第七場負於響尾蛇隊，無緣世界大賽。湯姆森在這個系列期間對後援投手的調度，尤其第四戰起用資深投手克雷格·金布雷爾的決定，受到了一些批評。
2024年

## 生涯成績

### 執教時期
| 球隊       | 起   | 迄   | 例行賽成績 | 例行賽成績 | 例行賽成績 | 例行賽成績 | 季後賽成績 | 季後賽成績 | 季後賽成績 | 季後賽成績 |
| 球隊       | 起   | 迄   | 場次       | 勝場       | 敗場       | 勝率       | 場次       | 勝場       | 敗場       | 勝率       |
| ---------- | ---- | ---- | ---------- | ---------- | ---------- | ---------- | ---------- | ---------- | ---------- | ---------- |
| 費城費城人 | 2022 |      | 435        | 250        | 185        | .575       | 34         | 20         | 14         | .588       |
| 總計       | 總計 | 總計 | 435        | 250        | 185        | .575       | 34         | 20         | 14         | .588       |